# Hysterical Blindness (película)
Hysterical Blindness (Ceguera histérica en español) es una película dramática de televisión estadounidense de 2002 dirigida por Mira Nair y escrita por Laura Cahill, basada en su obra de teatro del mismo nombre. Está protagonizada por Gena Rowlands, Uma Thurman, Juliette Lewis y Ben Gazzara. La película se estrenó en el Festival de Cine de Sundance el 16 de enero de 2002 y se emitió por HBO el 21 de agosto de 2002.
Thurman interpreta a una excitable mujer de Nueva Jersey que busca un romance en la década de 1980. La reseña del San Francisco Chronicle escribió: "Thurman se compromete tanto con el papel, con los ojos llameantes y el cuerpo en jarras, que empiezas a creer que una criatura así podría existir: una mujer de aspecto exquisito, tan espástica y necesitada que rechaza a los Joes normales. Thurman tiene Dobló el papel a su voluntad."

## Argumento
En 1987, en Bayonne, Nueva Jersey, a Debby Miller le diagnosticaron ceguera histérica, en la que hay momentos en los que su vista aparece y desaparece. El médico le dice que intente divertirse con sus amigos. Ella y su mejor amiga Beth van a su bar favorito, Ollie's, e intentan encontrar un hombre y tomar una copa. Beth coquetea con el camarero y Debby se enoja con ella y sale donde se encuentra con Rick. Él no quiere tener mucho que ver con ella, pero ella lo convence para que la acompañe hasta su auto. Como agradecimiento, ella se ofrece a invitarlo a una bebida y le dice que mañana estará en el mismo bar.
Al día siguiente, se ven en casa de Ollie y ella le pide que vaya a otro lugar; finalmente están en su casa. Está claro que Rick tiene poco interés en Debby, así que para avanzar, ella le dice que "hace una gran mamada". Después, ella cree que ha encontrado el amor, pero Rick solo busca una aventura de una noche. Debby se va a casa.
Su madre Virginia ha estado saliendo con un hombre mayor, Nick, que quiere que ella se mude con él a Florida. Sin embargo, Nick muere de un infarto. Virginia se da cuenta de que hasta que conoció a Nick, vivió su vida esperando que le sucedieran cosas. Al final, Debby, Beth y Virginia luchan por encontrar la estabilidad y coinciden en que lo único que se necesitan es la una a la otra.

## Reparto
- Uma Thurman como Debby Miller
- Gena Rowlands como Virginia Miller
- Juliette Lewis como Beth Toczynski
- Ben Gazzara como Nick Piccolo
- Justin Chambers como Rick
- Jolie Peters como Amber Autumn Toczynski

## Recepción
En el sitio web de reseñas agregadas Rotten Tomatoes, Hysterical Blindness tiene un índice de aprobación del 75% según las reseñas de 12 críticos.
La película recibió elogios por sus actuaciones, en particular la de Thurman, Rowlands, Lewis y Gazzara.  Caryn James de The New York Times escribió: "Debajo de un gran cabello, ropa ajustada y un fuerte acento de Nueva Jersey, Thurman y Lewis aportan una enorme empatía a sus papeles en este estudio de personajes a pequeña escala y bellamente realizado sobre dos mejores amigos de unos 20 años. ". James también elogió la dirección de Mira Nair, diciendo que ella aporta a la película "una cualidad que ha sido constante a lo largo de su carrera: un fuerte sentimiento por la textura de una vida y las personas que luchan por ella". Chris Gore de Film Threat dijo que Thurman y Lewis "ofrecen lo que fácilmente puede considerarse las mejores actuaciones de su carrera". En críticas más críticas, la trama fue criticada como "demasiado débil" y el elenco "muy superior a la película en sí". In more critical reviews, the plot was criticized as "too thin" and the cast "far superior to the film itself."